# تشنغ ران
تشنغ ران (بالإنجليزية: Cheng Ran) (من مواليد 19 مايو 1977) هي لاعبة تجديف من الصين.
شاركت في دورة الألعاب الآسيوية 2006 في الدوحة، قطر.

## روابط خارجية
- تشنغ ران على موقع الاتحاد الدولي للتجديف (الإنجليزية)
- تشنغ ران على موقع أوليمبيديا (الإنجليزية)
- تشنغ ران على موقع اللجنة الأولمبية الصينية (الإنجليزية)